# Cerrophidion tzotzilorum
Cerrophidion tzotzilorum är en ormart som beskrevs av Campbell 1985. Cerrophidion tzotzilorum ingår i släktet Cerrophidion och familjen huggormar. Inga underarter finns listade i Catalogue of Life.
Arten lever i två större områden i delstaten Chiapas i södra Mexiko. Utbredningsområdet ligger 2050 till 2500 meter över havet. Cerrophidion tzotzilorum vistas i blandskogar som domineras av arter från tallsläktet och eksläktet samt i lövskogar. Den kan i viss mån anpassa sig till landskapsförändringar.
En liten del av skogarna har omvandlats till jordbruksmark. I utbredningsområdet inrättades en privat skyddszon. IUCN kategoriserar arten globalt som livskraftig.